# Panasonic Gobel Awards
Panasonic Gobel Awards (PGA) − nagrody sponsorowane przez koncern Panasonic, honorujące wybrane osiągnięcia w indonezyjskim przemyśle telewizyjnym. Ceremonia Panasonic Gobel Awards należy do najważniejszych wydarzeń indonezyjskiego przemysłu rozrywkowego, obok Anugerah Musik Indonesia i Festival Film Indonesia.
Pierwsze Panasonic Gobel Awards zostały rozdane w 1997 roku.